# Seltz
Seltz es una comuna francesa, situada en el departamento de Bajo Rin en la región de Alsacia. La villa de Seltz (Selz en alemán), que debe su nombre al latín (Saletio), fue elegida por los romanos por su situación geográfica y estratégica al borde de Rin. Ubicada al sur de la frontera del imperio (limes), la ciudad cumplía el rol de fortaleza contra los bárbaros.
El agua de Seltz no tiene ninguna relación con esta población, sino con otra diferente Selters.

## Historia
La ciudad pertenecía al Electorado del Palatinado, desde su conquista por parte de Luis III en 1418. Tomada por las tropas imperiales de 1622-1632 y suecas (1632-1634). Fue ocupada por los franceses a finales de 1634, siendo devuelta por la Paz de Westfalia a Carlos I Luis del Palatinado. El 9 de abril de 1674 las tropas francesas de Luis XIV incendian la villa durante la guerra franco-neerlandesa. Seis años después sería anexionada a Francia.

## Administración
| Período         | Identidad      | Partido | Autoridad |
| --------------- | -------------- | ------- | --------- |
| marzo de 2001 - | Hugues Kraemer |         |           |

## Demografía
| 1962  | 1968  | 1975  | 1982  | 1990  | 1999  |
| ----- | ----- | ----- | ----- | ----- | ----- |
| 2 137 | 2 373 | 2 570 | 2 637 | 2 584 | 2 985 |